# Characidium purpuratum
Characidium purpuratum är en fiskart som beskrevs av Franz Steindachner 1882. Characidium purpuratum ingår i släktet Characidium och familjen Crenuchidae. IUCN kategoriserar arten globalt som livskraftig. Inga underarter finns listade i Catalogue of Life.